# Споменик ратницима палим у Првом светском рату у Параћину
Споменик ратницима палим у Првом светском рату  у Параћину, завршен и постављен 1. децембра 1928. године, о чему сведочи мермерна плоча уграђена на постаменту, представља непокретно културно добро као споменик културе.
Споменик палим ратницима  налази се на скверу у центру Параћина. Израђен је од црвенкастог камена, висине око 5 метара, као постамент на чијем се врху налази фигура војника у бронзи, која представља српског ратника. Дело је вајара Ђоке Јовановића, инжењера Симе Стамболића, пројектанта Богољуба М. Поповића – капетан I кл. и предузимача Мијајла Стојичевића. 
Ратник је представљен у униформи српског војника из тог периода, у борбеном ставу, у искораку, са пушком у рукама. Постамент се на врху завршава фризом у плиткој пластици, стилизованог ловоровог венца. Са три стране постамента уграђене су плоче од црног мермера на којима су уклесана имена погинулих ратника, док је на главној страни конусна плоча, такође од црног мермера, на којој је исписано:
СПОМЕНИК ПАЛИМ РАТНИЦИМА У ПРВОМ СВЕТСКОМ РАТУ
„ ВЕЧИТА БЛАГОДАРНОСТ
ПАЛИМ ПАРАЋИНЦИМА
У ратовима 1912-1918 год.
СЛАВА и ХВАЛА
Захвално Грађанство Града Параћина 1928. год.“